# 微軟Lumia 430
微軟Lumia 430是一款由微軟移動開發的針對新興市場的行動電話.在2015年3月發佈，以對抗谷歌的Android One. 這款手機裝載Lumia Denim并預裝Lumia自拍。